# Lephalale
Lephalale (în trecut numit Ellisras) este cel mai mare oraș din provincia Limpopo, Africa de Sud. 
Orașul a fost întemeiat în anul 1960 sub numele Ellisras.  Acest nume provine de la numele a doi fermieri (Patrick Ellis și Piet Erasmus).  Denumirea Lephalale a fost impusă de noul guvern sud-african.
Orașul s-a dezvoltat din exploatarea cărbunelui. În Lephalale se găsește una dintre cele mai mari termocentrale din lume. Un alt sector economic important este turismul. În districtul Lephalale locuiesc 105.000 de oameni. 
Orașul este alcătuit din două părți: Ellisras și Onverwacht. 

## Orașe înfrățite
- Windhoek, Namibia